# Heteralonia maculifera
Heteralonia maculifera är en tvåvingeart som först beskrevs av Mario Bezzi 1921.  Heteralonia maculifera ingår i släktet Heteralonia och familjen svävflugor. Inga underarter finns listade i Catalogue of Life.